# Cylicomorpha
Cylicomorpha là một chi chứa 2 loài thực vật hạt kín, bản địa của châu Phi đại lục.

## Danh sách loài
- Cylicomorpha parviflora Urb, 1901
- Cylicomorpha solmsii Urb, 1901